# Distritos da Zâmbia

Distritos da Zâmbia.

As dez províncias da Zâmbia estão divididas em um total de 116 distritos (2022).
Artigo 109 na parte VIII da Constituição da Zâmbia trata de governo local. Afirma apenas que deve haver alguma forma de governo local, e que este governo local deverá basear-se democráticamente em concelhos eleitos sobre a base de sufrágio universal adulto.
Os 116 distritos estão listados abaixo, por província:

## Província Central

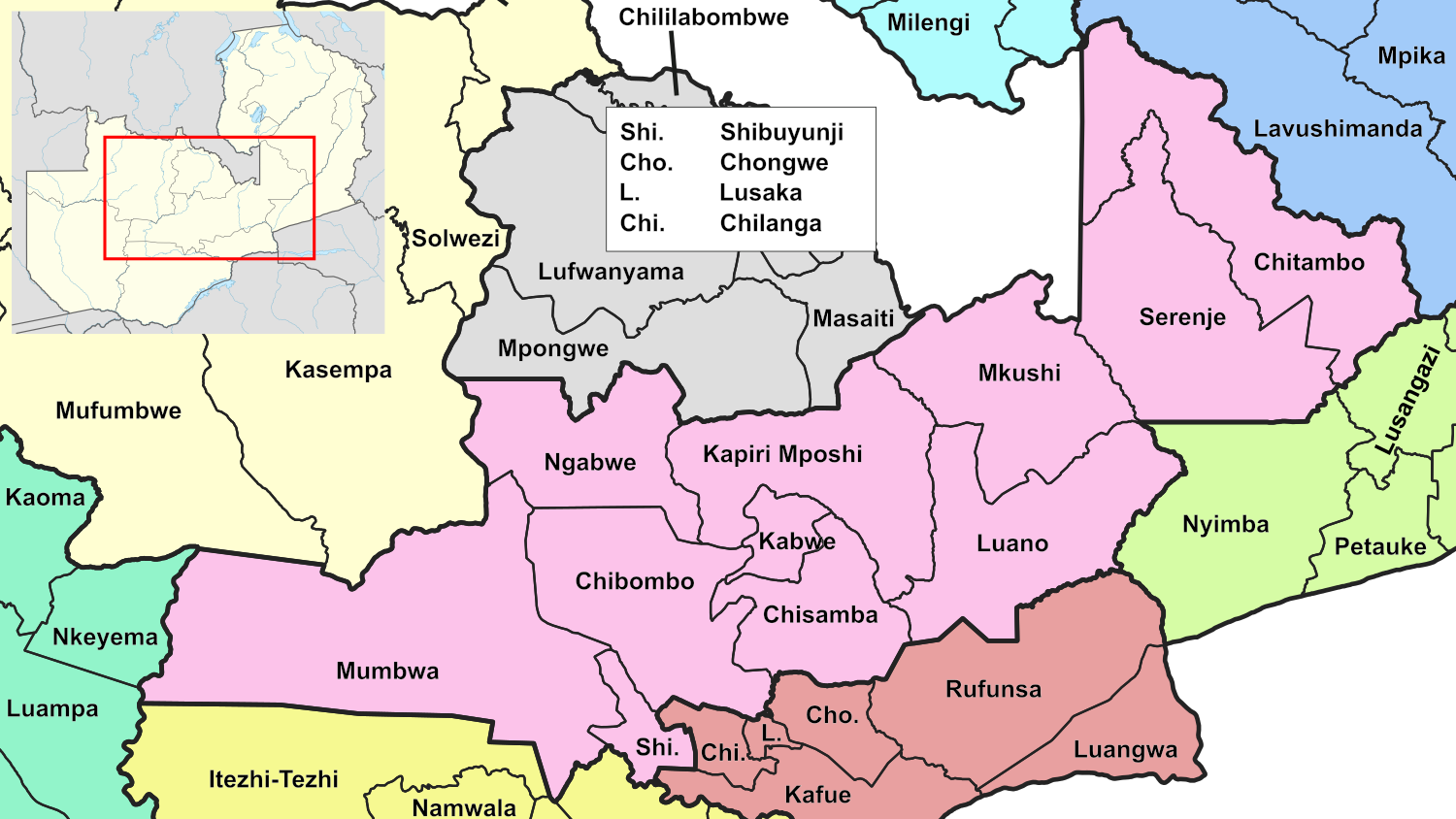
Distritos da Zâmbia Central.

- Chibombo
- Chisamba
- Chitambo
- Kabwe
- Kapiri Mposhi
- Luano
- Mkushi
- Mumbwa
- Ngabwe
- Serenje
- Shibuyunji

## Província Copperbelt

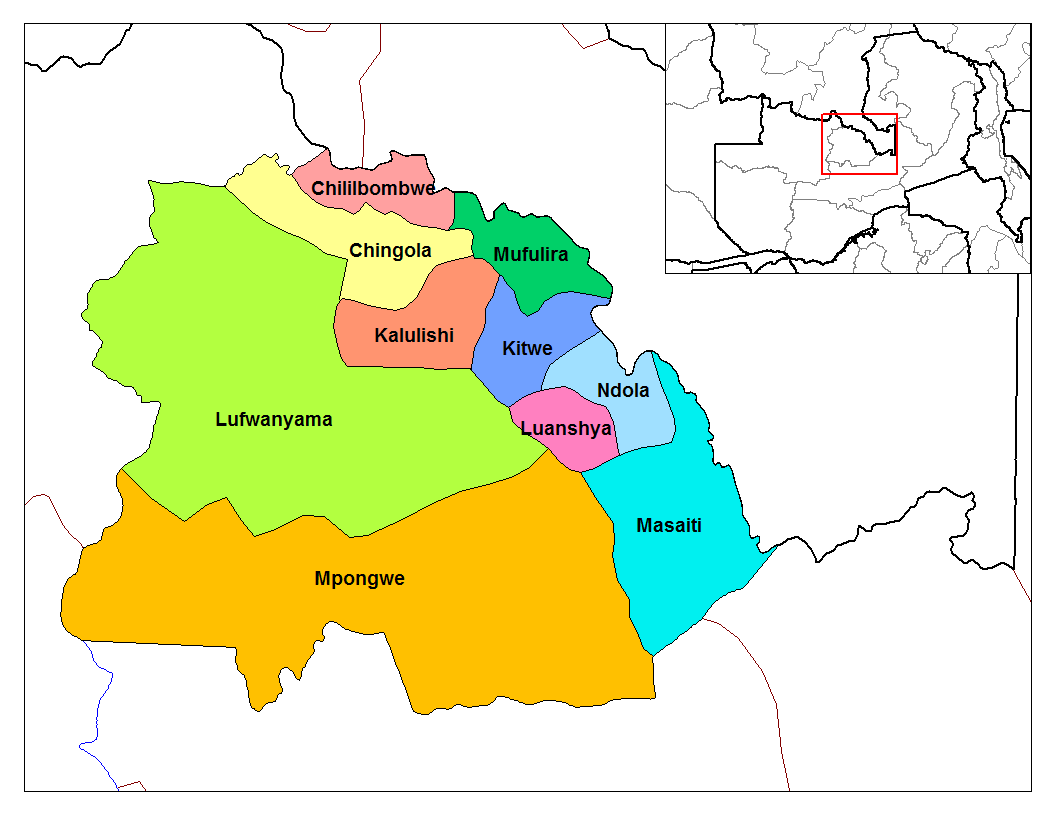
Distritos de Copperbelt.

- Chililabombwe
- Chingola
- Kalulushi
- Kitwe
- Luanshya
- Lufwanyama
- Masaiti
- Mpongwe
- Mufulira
- Ndola

## Província Oriental

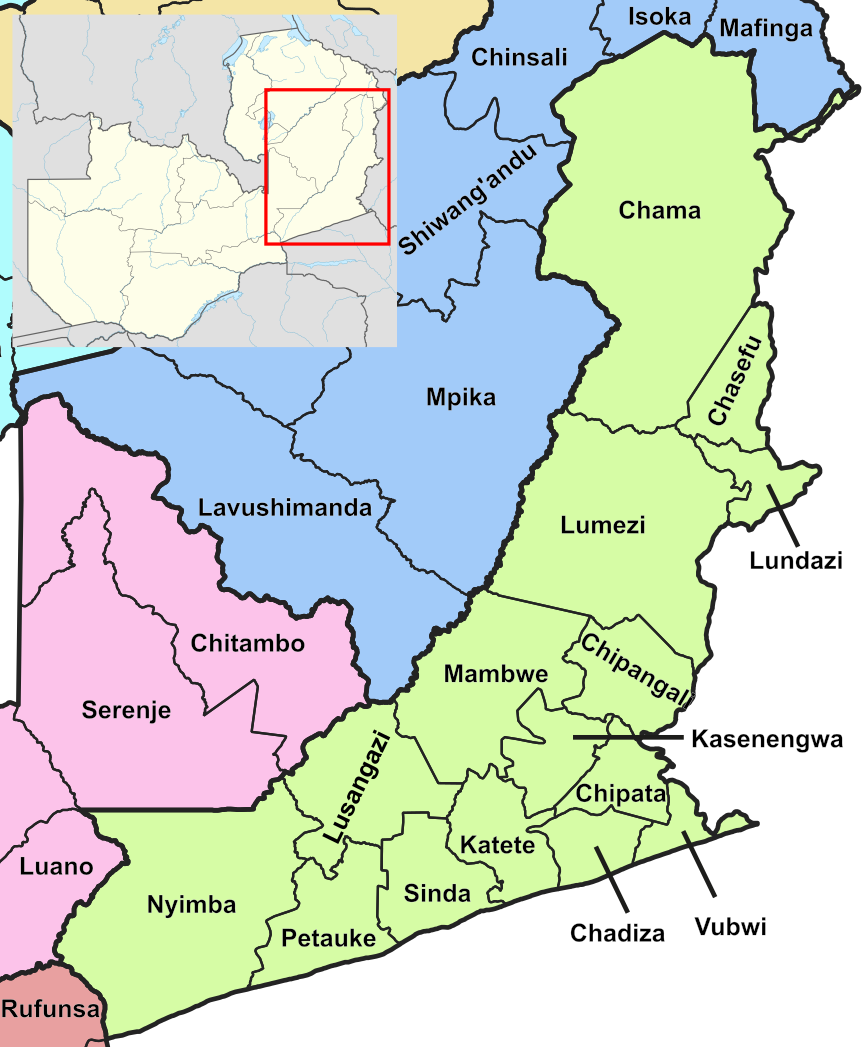
Districts of Zâmbia Leste.

- Chadiza
- Chama
- Chasefu
- Chipangali
- Chipata
- Kasenengwa
- Katete
- Lumezi
- Lundazi
- Lusangazi
- Mambwe
- Nyimba
- Petauke
- Sinda
- Vubwi

## Província Luapula

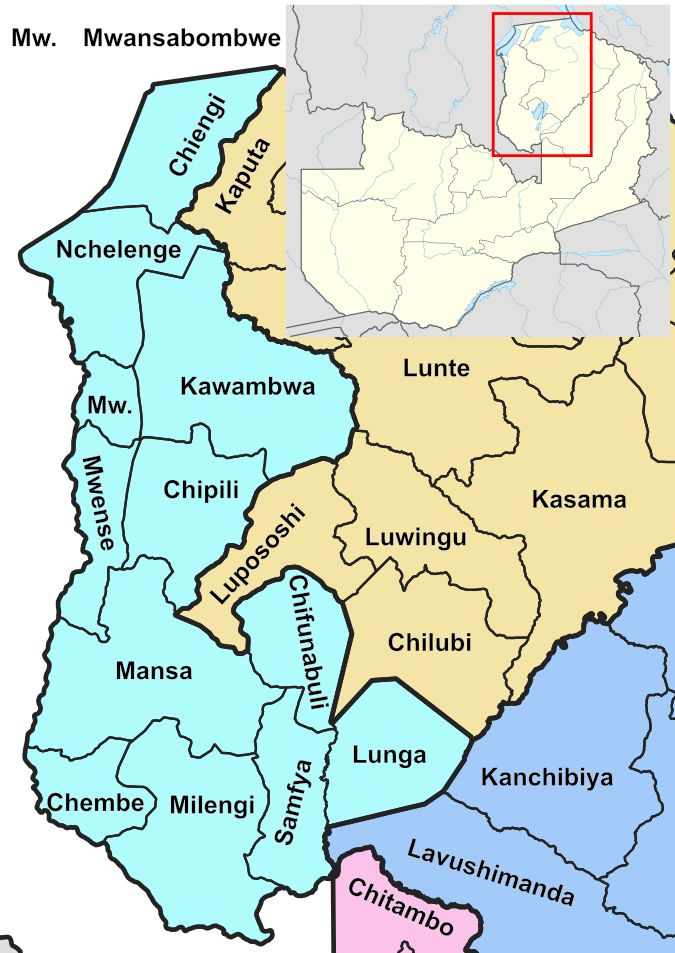
Distritos de Luapula.

- Chembe
- Chiengi
- Chifunabuli
- Chipili
- Kawambwa
- Lunga
- Mansa
- Milenge
- Mwansabombwe
- Mwense
- Nchelenge
- Samfya

## Província Lusaka

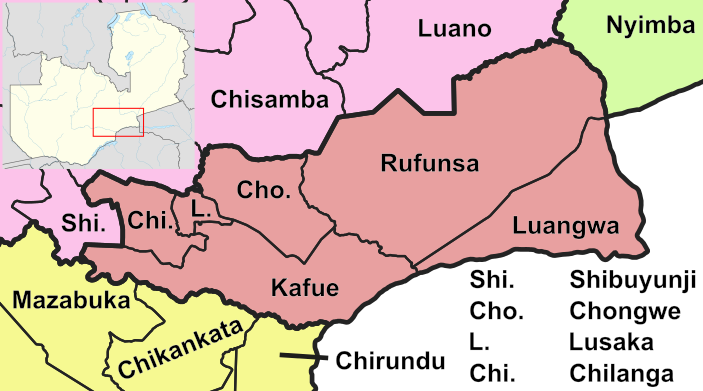
Distritos de Lusaka.

- Chilanga
- Chongwe
- Kafue
- Luangwa
- Lusaka
- Rufunsa

## Província Muchinga

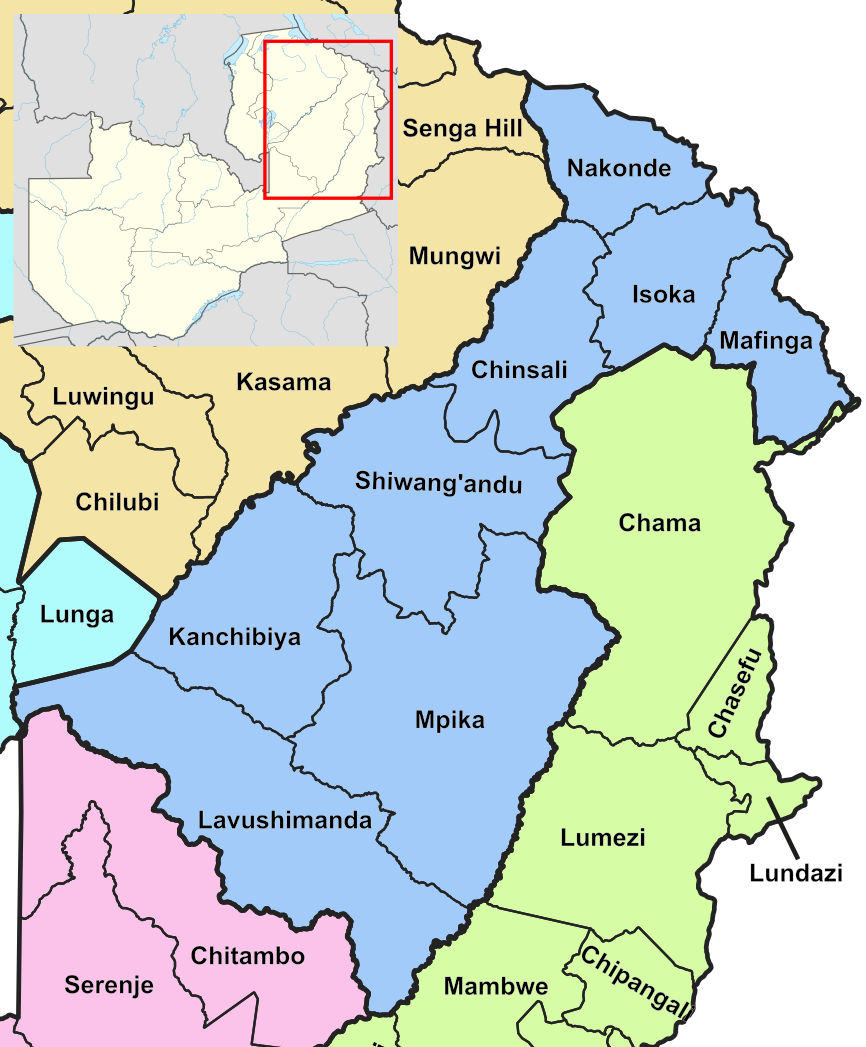
Distritos de Muchinga.

- Chinsali
- Isoka
- Kanchibiya
- Lavushimanda
- Mafinga
- Mpika
- Nakonde
- Shiwang’andu

## Província Noroeste

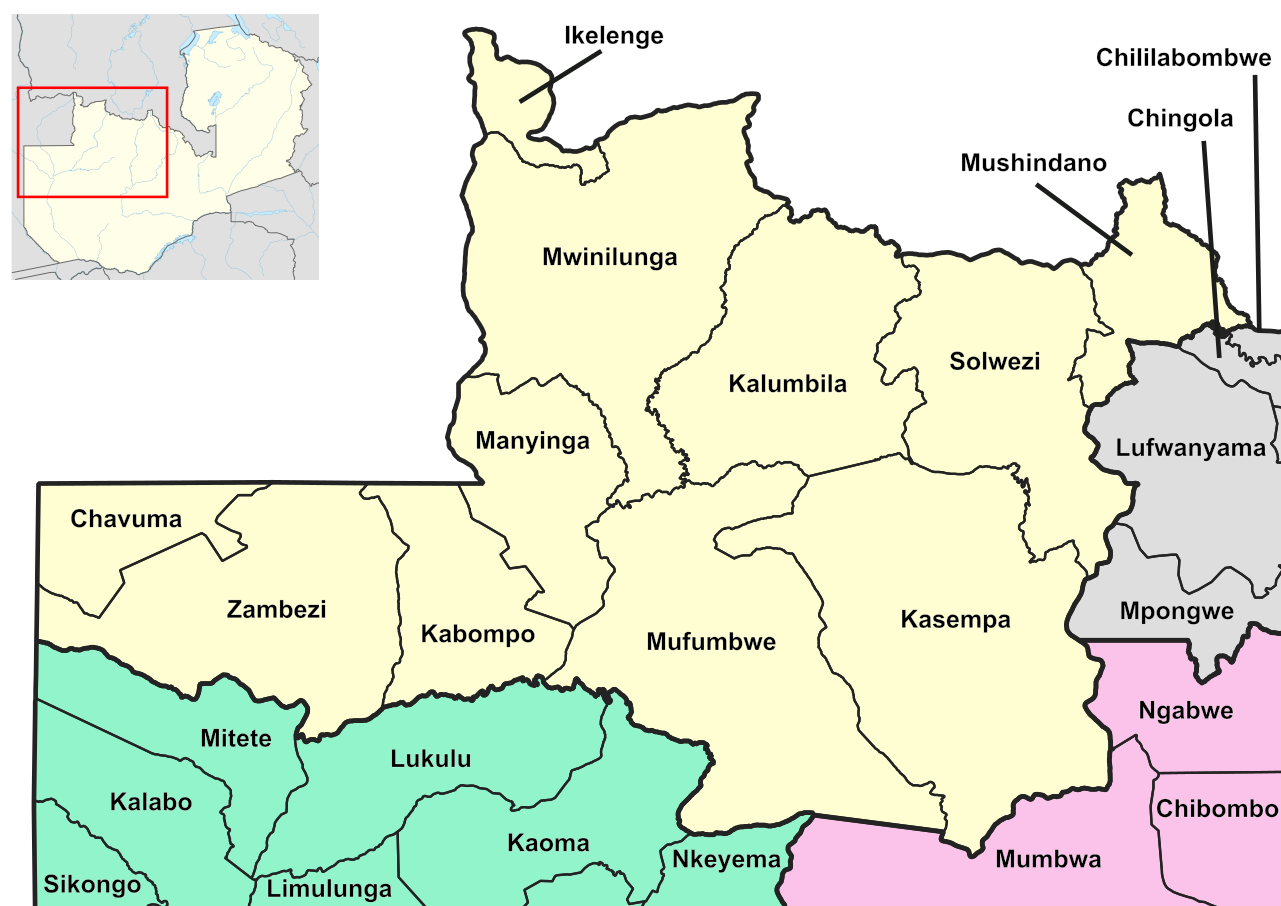
Distritos da Zâmbia Noroeste.

- Chavuma
- Ikelenge
- Kabompo
- Kalumbila
- Kasempa
- Manyinga
- Mufumbwe
- Mushindamo
- Mwinilunga
- Solwezi
- Zambezi

## Província Norte

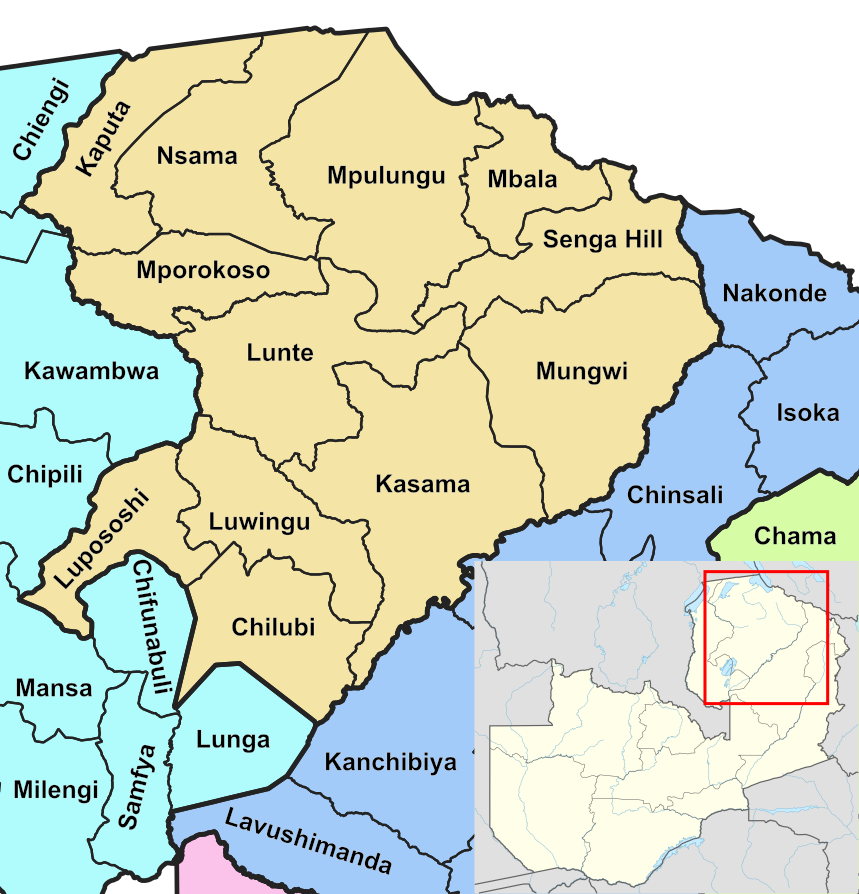
Distritos da Zâmbia do Norte.

- Chilubi
- Kaputa
- Kasama
- Lunte
- Lupososhi
- Luwingu
- Mbala
- Mporokoso
- Mpulungu
- Mungwi
- Nsama
- Senga Hill

## Província Sul

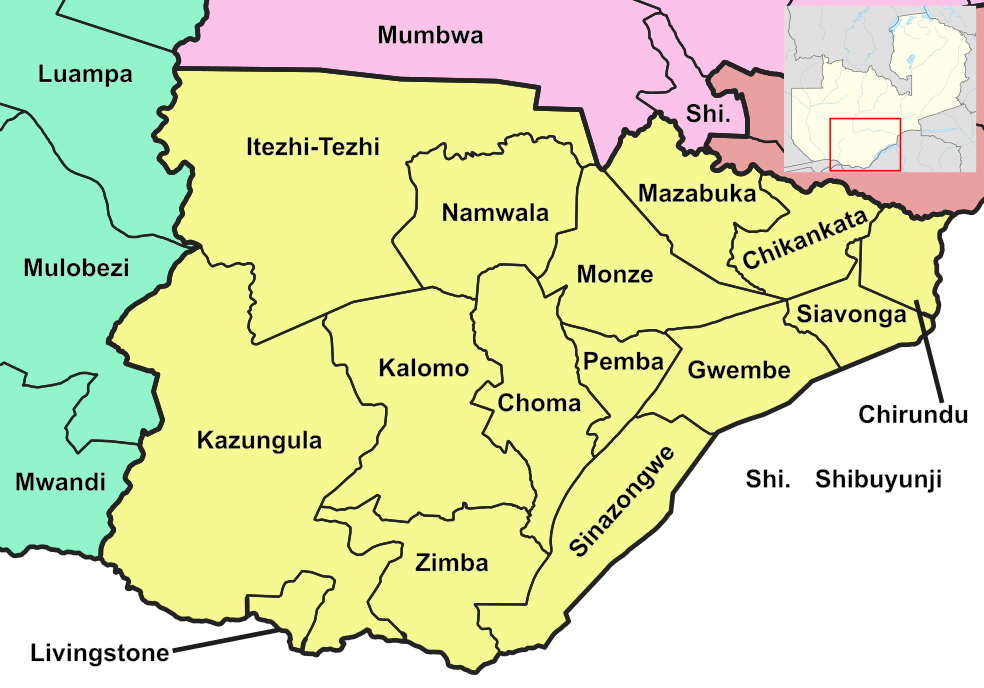
Distritos da Zâmbia do Sul.

- Chikankata
- Chirundu
- Choma
- Gwembe
- Itezhi Tezhi
- Kalomo
- Kazungula
- Livingstone
- Mazabuka
- Monze
- Namwala
- Pemba
- Siavonga
- Sinazongwe
- Zimba

## Província Ocidental

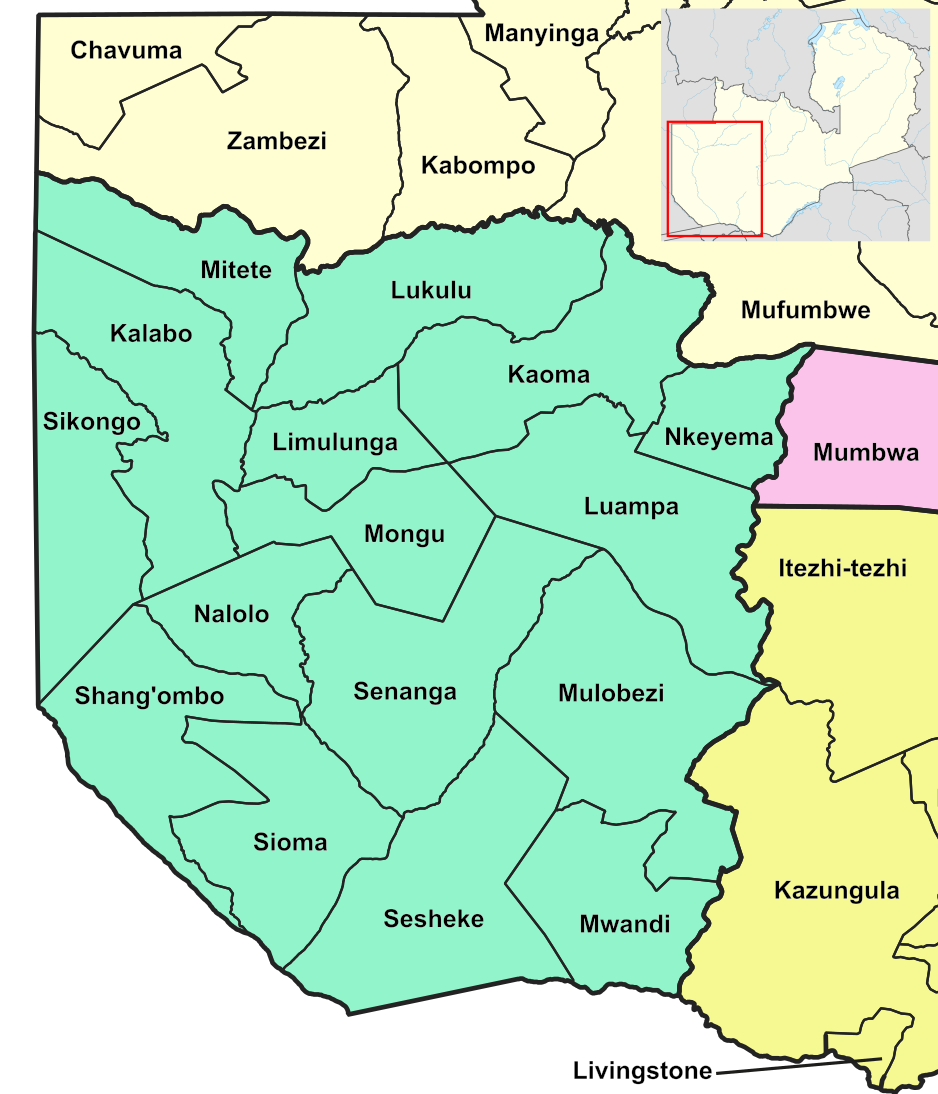
Distritos da Zâmbia Ocidental.

- Kalabo
- Kaoma
- Limulunga
- Luampa
- Lukulu
- Mitete
- Mongu
- Mulobezi
- Mwandi
- Nalolo
- Nkeyema
- Senanga
- Sesheke
- Shangombo
- Sikongo
- Sioma